# Alexain
Alexain ist eine französische Gemeinde mit 612 Einwohnern (Stand: 1. Januar 2022) im Département Mayenne in der Region Pays de la Loire; sie gehört zum Arrondissement Mayenne und zum Kanton Mayenne. Die Einwohner werden Alexinois genannt.

## Geographie
Alexain liegt etwa 16 Kilometer nördlich des Stadtzentrums von Laval. Das Gemeindegebiet besteht neben dem Hauptteil auch aus einer Enklave, die mit dem Hauptteil nicht verbunden ist. Das Flüsschen Anxure tangiert den Hauptteil im Osten und die Enklave im Westen. Umgeben wird Alexain von den Nachbargemeinden Placé im Norden und Nordwesten, Contest im Norden und Nordosten, Martigné-sur-Mayenne im Osten und Südosten, Saint-Germain-d’Anxure im Süden sowie La Bigottière im Westen und Südwesten.

## Bevölkerungsentwicklung
| Jahr                       | 1962 | 1968 | 1975 | 1982 | 1990 | 1999 | 2006 | 2019 |
| Einwohner                  | 503  | 468  | 433  | 410  | 418  | 402  | 450  | 606  |
| Quellen: Cassini und INSEE |      |      |      |      |      |      |      |      |

## Sehenswürdigkeiten

Kirche Notre-Dame-de-l'Assomption

- Kirche Notre-Dame-de-l'Assomption
- Schloss La Feuillée
- Schloss La Guitterie
- Schloss La Marie